# 髓鞘鹼性蛋白
人腦髓鞘鹼性蛋白（英文：Myelin basic protein，簡稱MBP）是一種相信對在中央神經系統的神經髓鞘化過程非常重要的蛋白質。
MBP在與髓鞘膜隔離後，首先於1979年進行測序。從基因上為實驗老鼠剔除MBP後，發現牠們減少了中央神經系統的髓鞘化及漸進的失調，如顫抖、癲癇及過早死亡。MBP的基因是位於染色體18，主要在中央神經系統及造血系統的不同細胞中出現。
在中央神經系統的MBP十分散落，有著部份拼接變異體及大量後翻譯修飾的蛋白質，高包括有磷酸化、甲基化、脫酰胺基化及瓜氨化。

## 疾病角色
現時大部份有關MBP的研究都是集中在它對髓鞘脫失性疾病，尤其是多發性硬化症的角色。好些研究指出多發性硬化症發病時會產生抗體對抗MBP。有些研究則指多發性硬化症的遺傳易感性與MBP基因的關係。